# Georg von Békésy
Georg von Békésy (ungerska: Békésy György), född 3 juni 1899 i Budapest, död 13 juni 1972 i Honolulu, Hawaii, var en ungersk biofysiker som tilldelades Nobelpriset i fysiologi eller medicin 1961 för sin forskning om hörselsnäckans (cochleas) funktion i däggdjurs hörselorgan.
Genom att använda stroboskopfotografering och silverflingor som markör kunde han observera att basilarmembranet i örat rör sig som en ytvåg när det stimuleras av ljud. På grund av hörselsnäckans (cochleas) och basilarmembranets struktur orsakar olika ljudfrekvenser att vågornas maximala amplituder inträffar på olika platser på basilarmembranet längs cochleaspolen. Höga frekvenser orsakar mer vibrationer vid cochleas botten medan låga frekvenser skapar mer vibrationer vid toppen. Av detta drog han slutsatsen att hans observationer visade hur olika ljudvågsfrekvenser är lokalt spridda innan de påverkar olika nervfibrer som leder från cochlea till hjärnan.

## Biografi
Békésy var det första av tre barn (György 1899, Lola 1901 och Miklós 1903) till Alexander von Békésy (1860–1923), ekonomisk diplomat född i Kolozsvár, Österrike-Ungern (numera Cluj-Napoca, Rumänien), och hans hustru Paula Mazaly. Familjen Békésy var ursprungligen lutheraner men konverterade till katolicismen. Hans mor, Paula (1877-1974) föddes i Čađavica, Österrike-Ungern (numera Kroatien). Hans morfar kom från Pécs.
Békésy gick i skolan i Budapest, München och Zürich och studerade därefter kemi i Bern och disputerade för doktorsexamen i fysik på avhandlingen "Fast way of determining molecular weight" vid Budapests universitet 1926.
Han arbetade sedan i ett år på en ingenjörsfirma och publicerade 1928 sin första uppsats om mönstret av vibrationer i innerörat. Han erbjöds en tjänst vid Uppsala universitet av Róbert Bárány, men tackade nej på grund av det hårda svenska vinterklimatet.
Före och under andra världskriget arbetade Békésy för det ungerska postväsendet (1923 till 1946), där han forskade om signalkvalitet i telekommunikation. Denna forskning ledde honom till att bli intresserad av hur örat fungerade. År 1946 lämnade han Ungern för att börja inom detta forskningsområde vid Karolinska Institutet i Sverige.
År 1947 flyttade han till USA och arbetade vid Harvard University fram till 1966. År 1962 valdes han till ledamot av den tyska vetenskapsakademin Leopoldina. Efter att hans laboratorium förstörts i en brand 1965, inbjöds han att leda ett laboratorium för forskning om sinnesorgan i Honolulu, Hawaii. Han blev professor vid University of Hawaii 1966 och arbetade där fram till sin död i Honolulu 1972.
Békésy blev en välkänd expert på asiatisk konst. Han hade en stor samling som han donerade till Nobelstiftelsen i Sverige. Hans bror, Dr. Miklós Békésy (1903-1980), stannade i Ungern och blev en berömd agrobiolog som tilldelades Kossuthpriset.

## Forskning
Békésy bidrog framför allt till vår förståelse av den mekanism genom vilken ljudfrekvenser registreras i innerörat. Han utvecklade en metod för att dissekera innerörat på mänskliga kvarlevor samtidigt som han lämnade cochlea delvis intakt. Genom att använda stroboskopfotografering och silverflingor som markör kunde han observera att basilarmembranet rör sig som en ytvåg när det stimuleras av ljud. På grund av cochleas och basilarmembranets struktur orsakar olika ljudfrekvenser vågornas maximala amplituder på olika platser på basilikamembranet längs cochleaspolen. Höga frekvenser orsakar mer vibrationer vid cochleas botten medan låga frekvenser skapar mer vibrationer vid toppen.
Békésy drog slutsatsen av dessa observationer att genom anspänning i olika platser på basilarmembranet stimulerar olika ljudvågsfrekvenser olika nervfibrer som leder från cochlea till hjärnan. Hans teori var att, (tack vare dess placering längs cochlean), varje sensorisk cell (hårcell) svarar maximalt till en specifik frekvens av ljud (en så kallad tonotopi). Han utvecklade senare en mekanisk modell av cochlea, som bekräftade begreppet frekvensspridning av basilarmembranet i däggdjurscochlean.
I en artikel publicerad postumt 1974 granskade Békésy framstegen på området och anmärkte "Med tiden kom jag fram till att de uttorkade katterna och tillämpningen av Fourier-analys på hörselproblem blev mer och mer ett handikapp för hörselforskning", med hänvisning till svårigheterna att få djurpreparat att bete sig som när de levde, och de vilseledande allmänna tolkningarna av Fourieranalys i hörselforskning.

## Utmärkelser och hedersbetygelser
Békésy tilldelades
- The Denker Prize in Otology (1931),
- The Leibniz Medal of the Berlin Academy of Sciences (1937),
- The Guyot Prize for Speech and Otology of Groningen University (1939),
- The Academy Award of the Budapest Academy of Science (1946),
- Shambough Prize in Otology (1950).

Békésy tilldelades hedersdoktorat i
- University of Munster (1955),
- Bern (1959),
- Padua (1962),
- Buenos Aires (1968),
- Cordoba (1968),
- Hawaii (1969) och
- Semmelweiss University, Budapest (1969).